# Arteria cerebelli inferior posterior
De arteria cerebelli inferior posterior of arteria cerebelli posterior inferior, in de kliniek vaak afgekort tot PICA (naar het Engelse posterior inferior cerebellar artery), is een slagader in de hersenen en het is de belangrijkste vertakking van de arteria vertebralis. De arteria cerebelli inferior posterior is een van de drie hoofdtakken die verantwoordelijk zijn voor de bloedvoorziening van de kleine hersenen.

## Anatomie
Het bloedvat draait achter het verlengde merg, waarbij het tussen de oorsprong van de nervus vagus en de nervus accessorius loopt, over de pedunculus inferior van het cerebellum, waar het vat in twee takken takken splitst, een mediale en een laterale. De mediale tak loopt naar de achterzijde naar de ruimte tussen de twee hemisferen van de kleine hersenen. De laterale tak voorziet het onderste oppervlak van het cerebellum tot aan de laterale rand, waar hij een anastomose vormt met de arteria cerebelli inferior anterior en de arteria superior cerebelli afkomstig uit de arteria basilaris. Aftakkingen van de slagader voorzien ook de plexus chorioides van de vierde ventrikel van bloed. Verder is de arteria cerebelli inferior posterior verantwoordelijk voor de bloedvoorziening van het dorsolaterale deel van de medulla oblongata.

## Pathologie
Het optreden van een infarct in de arterie leidt tot het syndroom van Wallenberg.